# Droglowice
Droglowice – wieś w Polsce położona w województwie dolnośląskim, w powiecie głogowskim, w gminie Pęcław.
W latach 1975–1998 wieś administracyjnie należała do województwa legnickiego.

## Nazwa
Według niemieckiego językoznawcy Heinricha Adamy’ego nazwa miejscowości należy do grupy nazw patronomicznych i pochodzi od staropolskiego imienia założyciela oraz pierwszego właściciela wsi Drogomiła. Imię to złożone z członów Dro(go)- ("drogi") i -mił ("miły") oznacza "drogi i miły". W swoim dziele o nazwach miejscowości na Śląsku wydanym w 1888 roku we Wrocławiu Adamy wymienia jako najstarszą zanotowaną nazwę miejscowości Drogumil podając jej znaczenie "Dorf des Drogumil" czyli po polsku "Wieś Drogomiła". Nazwa wsi została później zgermanizowana na Drogelwitz i utraciła swoje pierwotne znaczenie.
Po zakończeniu II wojny światowej zgermanizowana nazwa Drogelwitz została spolonizowana na Droglowice tracąc związek z pierwotnym imieniem założyciela.
| SIMC    | Nazwa     | Rodzaj     |
| ------- | --------- | ---------- |
| 0366221 | Golkowice | przysiółek |
| 0366238 | Mileszyn  | przysiółek |

## Zabytki
Do wojewódzkiego rejestru zabytków wpisane są obiekty:
- zespół pałacowy, z XVIII/XIX w., koniec XIX w.:
  - pałac
  - spichrz
  - park.